# Cheile Albacului
Cheile Albacului (cunoscute și sub denumirea de Cheile Arieșului) alcătuiesc o arie protejată de interes național ce corespunde categoriei a IV-a IUCN (rezervație naturală de tip mixt), situată în județul Alba, pe teritoriul administrativ al comunei Albac.

## Localizare
Aria naturală se află în estul Munților Trascăului (grupă montană a Munților Apuseni, aparținând lanțului muntos al Carpaților Occidentali), în partea nord-vestică a județului Alba și cea vestică a satului Albac, lângă drumul național DN75, care leagă orașul Câmpeni de Turda.

## Descriere
Rezervația naturală  a fost declarată arie protejată prin Legea Nr. 5 din 6 martie 2000 publicată în Monitorul Oficial al României Nr. 152 din 12 aprilie 2000 (privind aprobarea planului de amenajare a teritoriului național - Secțiunea a III-a -  arii protejate) și se întinde pe o suprafață de 35 de hectare.
Aria protejată este inclusă în situl Natura 2000 - Munții Apuseni-Vlădeasa și reprezintă o formațiune de tip chei (abrupturi stâncoase, izvoare, izbucuri) săpate în calcare de apele Arieșului.